# Bethesda Magazine
A Bethesda Magazine é uma revista bimestral distribuída no Condado de Montgomery, Maryland, iniciada em 2004. É nomeado após a próspera área suburbana de Bethesda, Maryland. A revista foi fundada e é publicada por Steve Hull. Apesar do nome, a revista também abrange áreas como Chevy Chase, Gaithersburg, Kensington, Potomac, Rockville e Silver Spring.

Em abril de 2015, a Bethesda Magazine adquiriu um provedor de notícias on-line, a Bethesda Now, e integrou-o ao seu site. Os principais focos da revista são jornalismo de reportagem local, artigos de estilo guia e revista de consultoria imobiliária). 